# Architecture lombarde

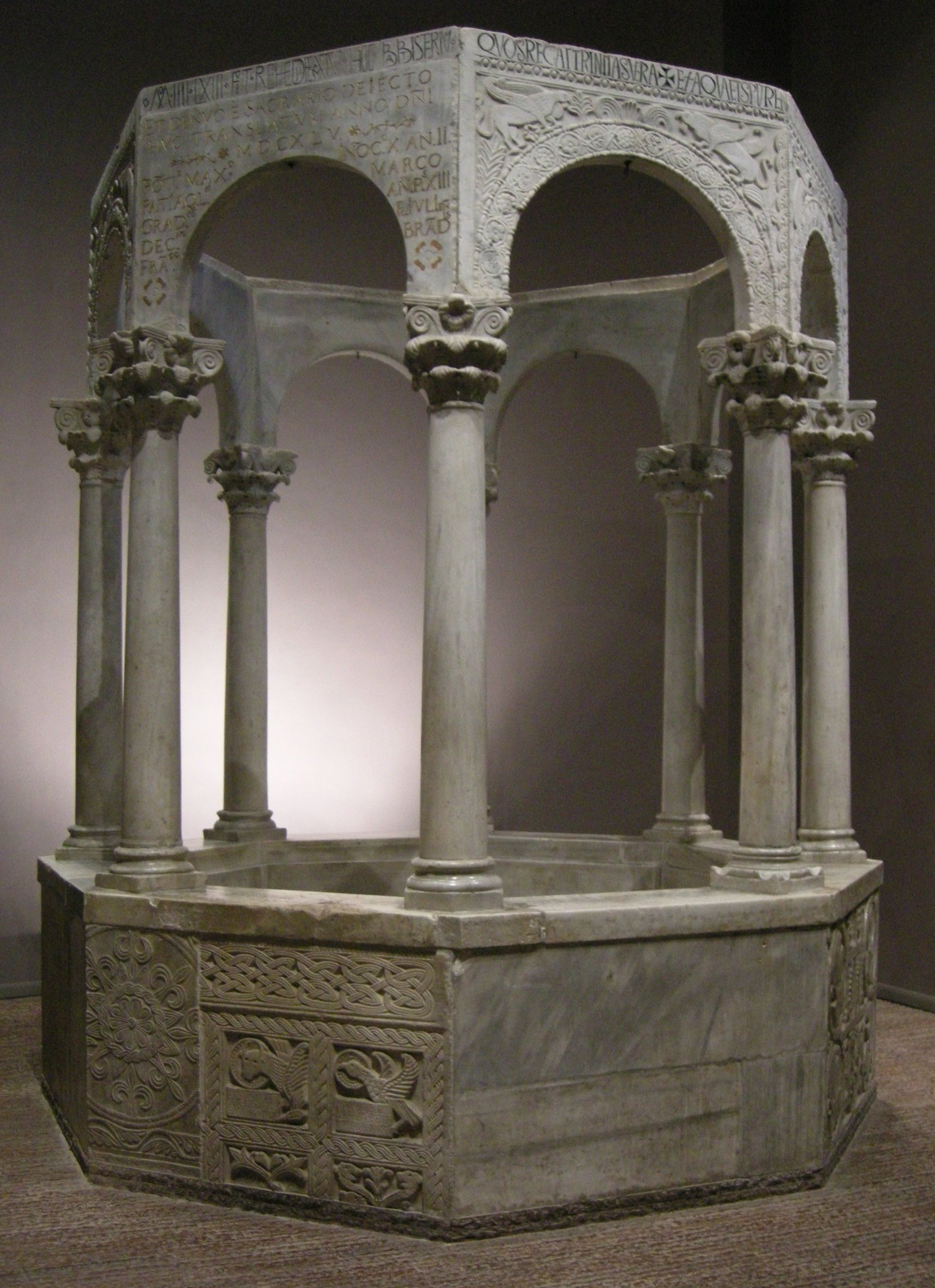
Le baptistère de Saint-Calliste de Cividale del Friuli, VIIIe siècle, en marbre couvert de bas-reliefs typiquement lombards.

L'architecture lombarde est l'ensemble des œuvres architecturales réalisées à l'époque du Royaume lombard (568-774), avec une survivance résiduelle dans le Sud de l'Italie jusqu'aux Xe et XIe siècles (Lombardie mineure), et commandées par les rois et les ducs lombards.
L'activité architecturale qui a fleuri en Lombardie majeure durant les VIIe et VIIIe siècles a créé de nombreux édifices sacrés et profanes, mais ceux-ci se sont en grande partie perdus peu à peu, en raison surtout des reconstructions successives ultérieures dans des styles plus récents. Mis à part le petit Temple lombard de Cividale del Friuli, resté en partie intact, les édifices civils et religieux plus importants de Pavie, de Monza et d'autres localités ont été en grande partie remplacés durant les siècles suivants par des édifices plus modernes. C'est ainsi que très peu de vestiges nous sont parvenus, les uns parce qu'ils ont été inclus dans les extensions qui ont suivi (comme l'église du Saint-Sauveur à Brescia), les autres parce qu'ils étaient de petits édifices situés à la périphérie qui ont perdu de leur importance par la suite, comme l'église Santa Maria foris portas à Castelseprio. On trouve des témoignages plus fidèles de la forme originale en Lombardie mineure : Bénévent a conservé l'église Sainte-Sophie, une vaste partie de son enceinte murale, dite Mura di Benevento, et la Rocca dei Rettori, seuls vestiges de l'architecture militaire lombarde à avoir survécu, tandis que d'autres témoins se sont conservés dans des petits centres urbains du duché de Bénévent et à Spolète.
Les principaux témoignages architecturaux qui subsistent de l'époque lombarde ont récemment été réunis dans un itinéraire unique. L'ensemble fait partie du groupe de sites intitulé « Les Lombards en Italie. Lieux de pouvoir (568-774 après J.-C.) », comprenant sept lieux qui abondent en témoignages sur l'architecture, la peinture et la sculpture de l'art lombard, groupe de sites qui ont été inscrits sur la liste du patrimoine mondial en 2011.

## Contexte historique
Arrivés en Italie en 568, les Lombards ne réussirent jamais à occuper complètement la péninsule, et leur royaume resta divisé en deux parties bien distinctes : la Langobardia Maior, correspondant à l'Italie septentrionale jusqu'à la Tuscia et contrôlée de façon plus étroite par les rois installés à Pavie, et la Langobardia Minor, dans le Centre et le Sud. Le royaume était en outre partagé en différents duchés, dont les tendances autonomistes persistèrent jusqu'à la chute du royaume (774), bien que régressant progressivement en faveur du pouvoir central. La fragmentation politique partielle, toutefois, ne correspondit pas à une absence d'homogénéité culturelle : la société lombarde maintint des caractéristiques et des lignes d'évolution communes dans la totalité du royaume, favorisant le développement d'un art aux traits particuliers.
Pendant des décennies les Lombards restèrent une aristocratie militaire très fermée qui poursuivit consciemment une politique de séparation bien nette d'avec l'immense majorité de la population, catholique et de langue romane. Avec le temps cette ségrégation s'affaiblit peu à peu, en particulier avec le processus de conversion au catholicisme, entamé par la dynastie bavaroise. Le VIIe siècle fut marqué par ce rapprochement progressif, parallèlement à un brassage plus large des hiérarchies sociales qui, au VIIIe siècle, déboucha sur une intégration ; bien que celle-ci ne fût jamais terminée, elle permit aux deux composantes du royaume de participer au développement de l'art lombard, de sorte qu'il est souvent impossible de distinguer l'origine ethno-culturelle des artistes.
Le développement artistique de l'architecture religieuse, civile et militaire lombarde a été influencé par de multiples contacts avec d'autres traditions européennes : les rapports ont été particulièrement étroits, à l'origine par dérivation de modèles puis par contamination vers des formes d'expression nouvelles et originales, avec la tradition paléochrétienne de Rome et la tradition byzantine qui s'était affirmée à Ravenne. Dans le contexte européen, les rapports politiques, mais également artistiques et culturels, avec l'Empire byzantin eurent la même fonction de modèle et de source d'inspiration, tandis qu'avec le royaume franc le flux des connaissances et des caractéristiques stylistiques allait plutôt dans la direction inverse.
Dans le domaine religieux c'est une impulsion considérable que donnèrent plusieurs souverains lombards (Théodelinde de Bavière, Liutprand, Didier de Lombardie) à la fondation de monastères : ils servaient à la fois à contrôler politiquement le territoire et à évangéliser dans le sens du catholicisme toute la population du royaume. Parmi les monastères fondés à l'époque lombarde on citera surtout l'abbaye de Bobbio, fondée par saint Colomban.

## Caractéristiques

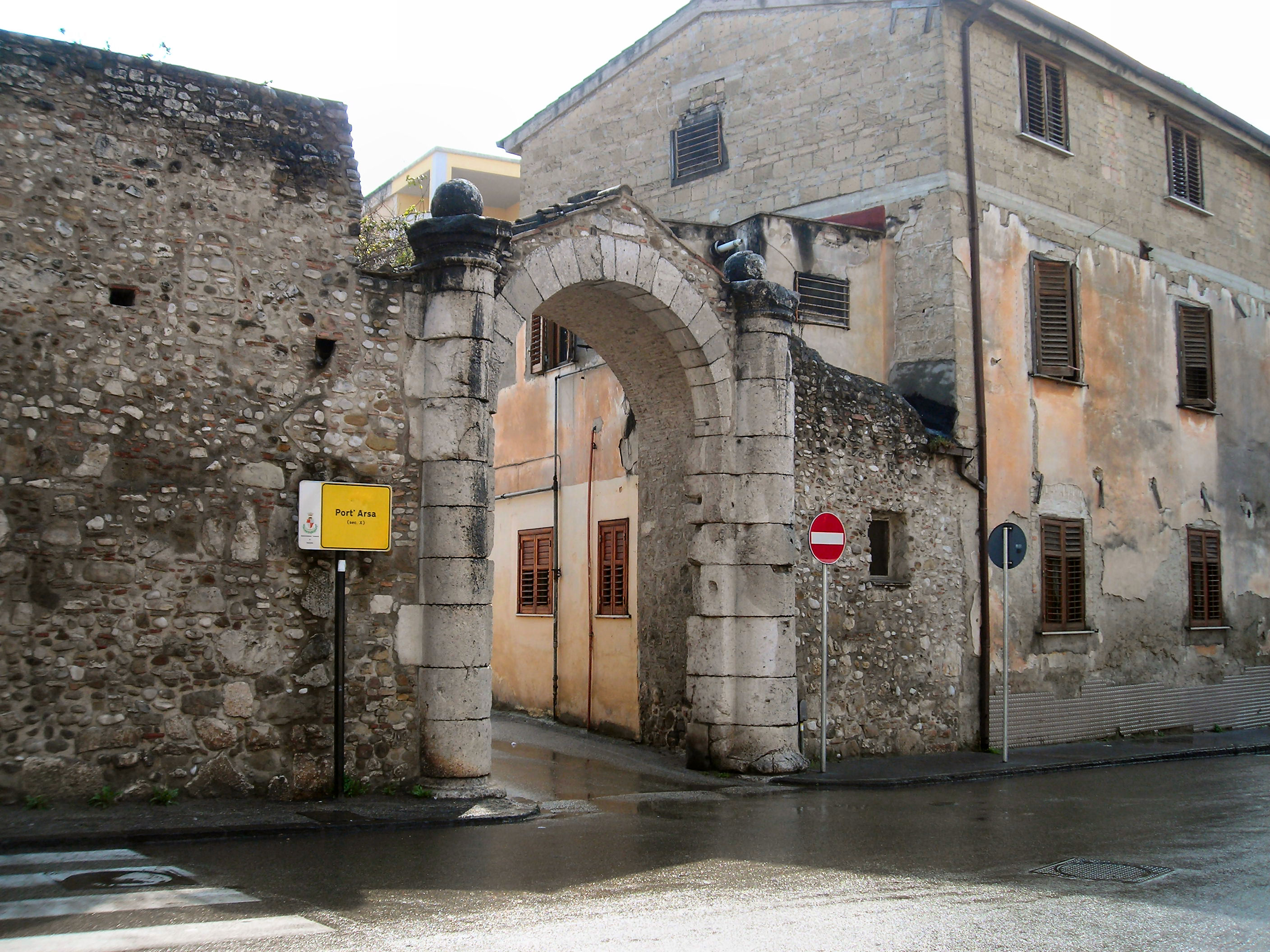
La Port'Arsa, porte romaine dans la muraille lombarde de Benevento

Les bâtiments les plus anciens construits pendant l'ère des Lombards en Italie, en particulier à Pavie, la capitale du royaume, ont été en grande partie détruits ou fortement remaniés aux époques suivantes ; il est possible cependant de distinguer une tendance au développement dans une direction anti-classique à travers les rares vestiges encore visibles et quelques reconstitutions graphiques. L'église de Pavie, aujourd'hui détruite, de Santa Maria in Pertica montrait, par exemple, un plan typiquement roman – octogonal avec déambulatoires et un cercle de colonnes à l'intérieur - mais le bâtiment central très élevé constituait une structure complètement inédite. De même, le Baptistère de Saint-Jean à Fontes de Lomello a marqué la séparation d'avec la compacité paléochrétienne grâce au verticalisme de l'octogone central. Malgré la perte de la plupart des bâtiments construits entre le VIe et VIIe siècles, les traces qui subsistent suffisent pour confirmer l'activité architecturale sous les Lombards qui, dans la construction de bâtiments de prestige civils et religieux, voyaient, comme les Romains avant eux, un moyen d'affirmer et de légitimer leur autorité
Tout au long des VIIe et VIIIe siècles, l'architecture lombarde évolua dans une direction originale : il se produisit un regain d'intérêt pour l'art classique, comme en témoignent de nombreuses références à des expressions artistiques de l'aire méditerranéenne. La combinaison de différents modèles, parfois d'ailleurs de manière contradictoire, et le développement de nouvelles techniques de construction atteignirent leur apogée dans les édifices construits sous le règne de Liutprand (712-744), en particulier à Cividale del Friuli. Avec le temps les Lombards améliorèrent leurs relations avec leurs sujets romains et manifestèrent une tendance à une renaissance culturelle ; dans le domaine architectural, divers édifices de cette période lombarde, du Tempietto longobardo de Cividale au monastère du Saint-Sauveur à Brescia, ont montré des échos en provenance de Ravenne. Cette époque donna une impulsion particulière à la fondation de monastères, soit pour manifester la foi de ceux qui ordonnaient leur construction, soit pour créer des lieux de refuges pour les biens et, parfois, pour les personnes elles-mêmes qui décidaient de les fonder. Le roi Didier (756-774), imité par de nombreux ducs, donna une impulsion considérable à cette tendance en favorisant des entreprises architecturales ambitieuses, qui ne trouvaient pas leurs pareilles dans l'Europe de l'époque.
Si, en Langobardia Maior, le développement autonome de l'art lombard connut une rupture en 774, après la défaite de Didier devant les Francs de Charlemagne, suivie de l'incorporation du royaume lombard à l'empire carolingien, en Langobardia Minor le parcours artistique du modèle lombard put continuer son développement pendant des siècles, jusqu'à l'arrivée des Normands (XIe siècle). L'unité substantielle de l'architecture lombarde, cependant, est témoignée par le plus important édifice lombard en Italie méridionale, l'église de Santa Sofia à Bénévent : construite au VIIIe siècle, elle suit clairement le modèle avec corps svelte central élancé de Santa Maria in Pertica, mais en intégrant des éléments byzantins comme l'articulation des volumes, ce qui est le signe d'une relation dialectique plutôt que d'un simple refus avec des modèles culturels variés, et la même structure de base qui la relie à la basilique homonyme de Constantinople.
Dépourvus d'une tradition architecturale propre, les Lombards se tournèrent vers la main-d'œuvre locale chez laquelle il existait une industrie de la construction déjà organisée en corporations, avec des compétences et capable de garantir un niveau élevé dans l'exécution. Pour cette raison, l'uniformité artistique générale des complexes monumentaux décidés par les Lombards s'accompagne d'une certaine variété dans la mise en œuvre, avec des références différentes : en Neustria lombarde les caractéristiques d'origine mérovingienne furent plus marquées, alors qu'il y eut dans le Frioul une influence byzantine plus grande, accompagnée cependant de tout un réseau de références et d'influences réciproques communes à toute l'Italie.

## Chronologie
Succession chronologique des travaux de construction des principaux ouvrages de l'architecture lombarde dont nous avons conservé des vestiges ou sur lesquels nous avons des informations. Dans de nombreux cas, toutefois, il ne s'agit pas de constructions ex novo, mais de restaurations, de réfections et de restructurations, parfois radicales, d'édifices préexistants et remontant à l'architecture paléochrétienne ou à l'architecture romaine. Les dates indiquées sont celles que la tradition associe aux divers édifices, ou bien elles font référence à la période pendant laquelle a régné le souverain qui, d'après les sources dont nous disposons, a fait exécuter les travaux.

### VIesiècle

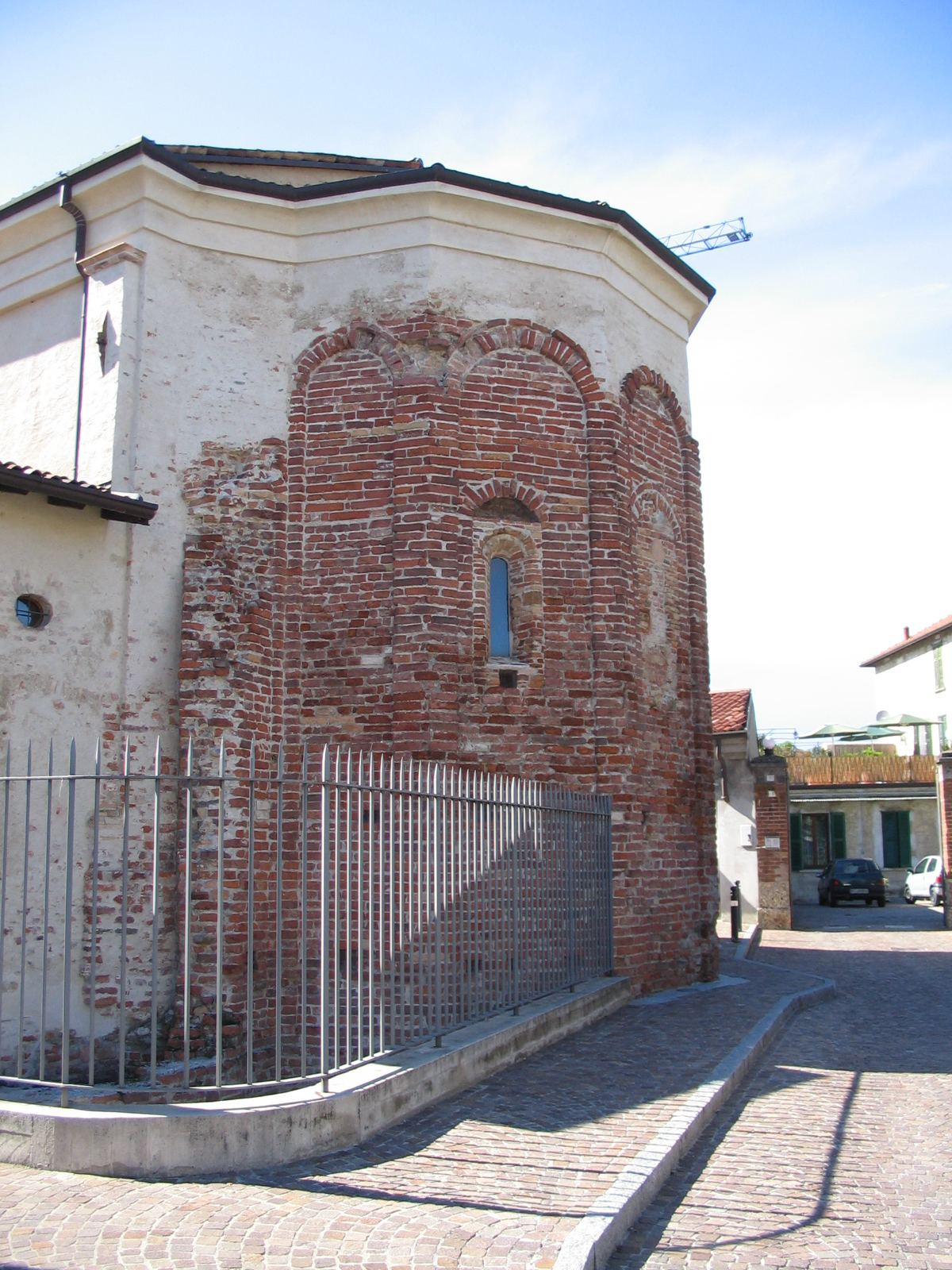
Abside de la Basilica Autarena

- vers 585- Basilica Autarena (Fara Gera d'Adda)
- vers 595- Palazzo Reale (Monza)
- vers 595- Église Saint-Jean-Baptiste de Monza
- Autres édifices remontant au VIe siècle, mais dont on ne connaît pas les dates exactes de construction :
  - Mura di Benevento, début de construction

### VIIesiècle
- vers 610- Complexe de Saint-Jean-Baptiste (Turin)
- vers 635- Église de San Giovanni Domnarum (Pavie)
- vers 650- Église Sant'Eusebio (Pavie)
- 657 - Basilique Santissimo Salvatore (Pavie)
- 662-671 - Basilique San Michele Maggiore (Pavie)
- 677 - Église de Santa Maria in Pertica (Pavie)
- vers 680- Palazzo Reale (Pavie), agrandissement du Pertarito (Porta Palatina)

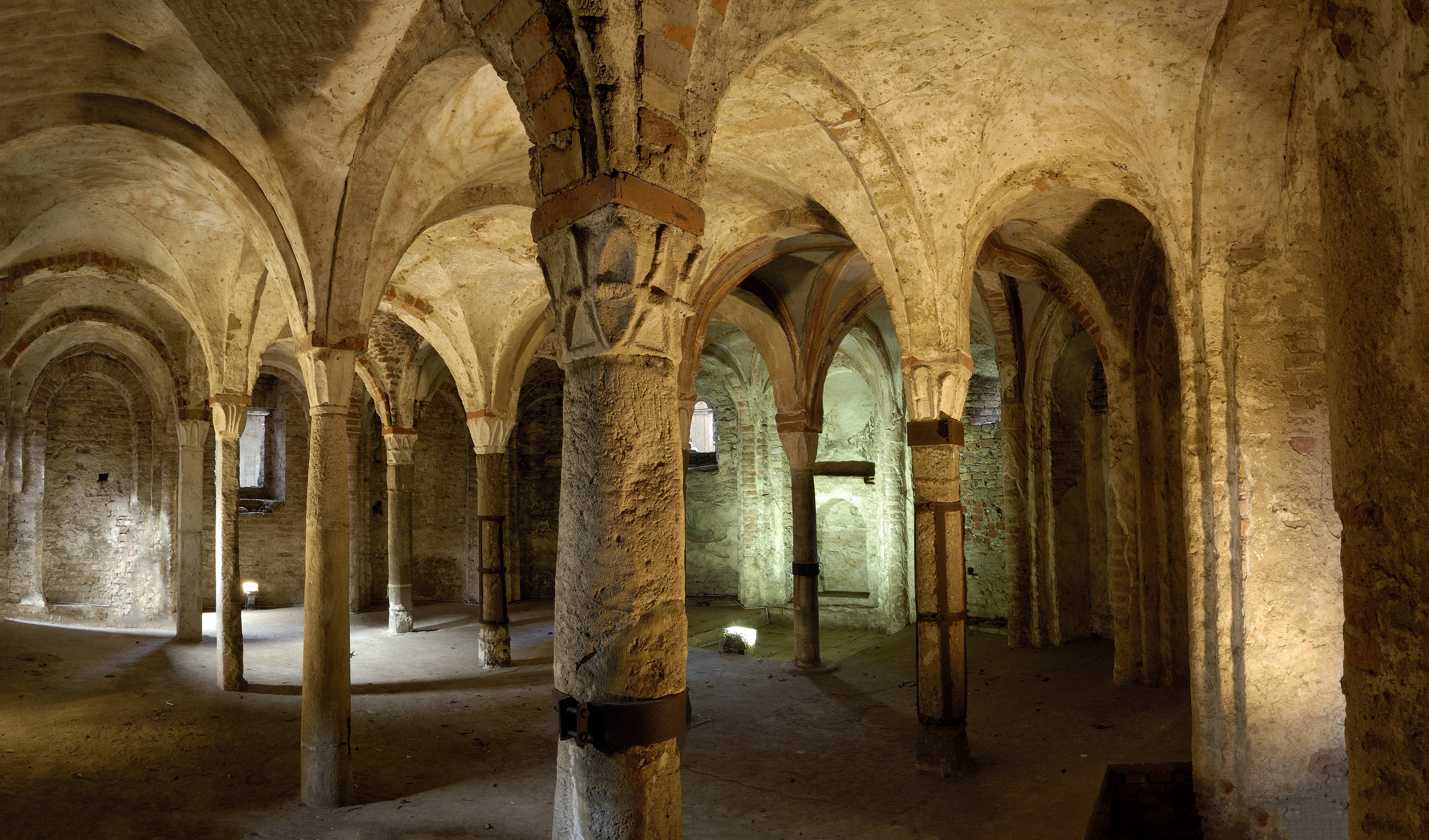
L'église Sant'Eusebio, Pavie

- L'église Sant'Eusebio, PavieAutres édifices remontant au VIIe siècle, mais dont on ne connaît pas les dates exactes de construction : 
  - Monastère Santa Maria Teodote (Pavie)
  - Baptistère de Saint-Jean ad Fontes (Lomello)
  - Basilique de Saint-Jean l'Évangéliste (Castelseprio), reconstruction
  - Église de Saint-Étienne le premier martyr (Rogno)
  - Rocca dei Rettori (Bénévent)
  - Sanctuaire de Saint-Miachel-Archange (Monte Sant'Angelo), reconstruction
  - Tempietto del Clitunno (Campello sul Clitunno)

### VIIIesiècle

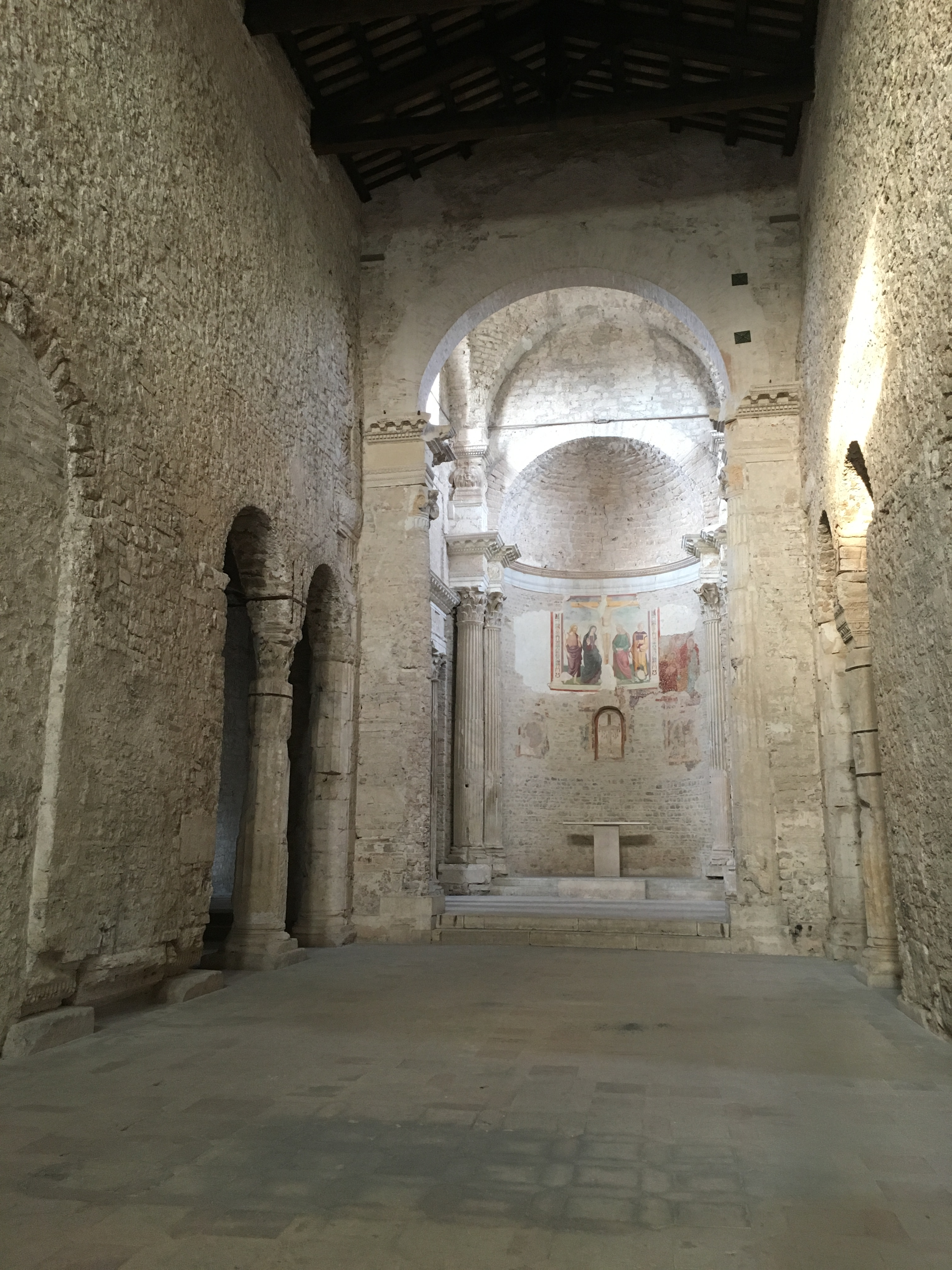
Église San Salvatore de Spolète.

- vers 730-740- basilique San Pietro in Ciel d'Oro (Pavie)
- vers 739 - Palazzo Reale (Corteolona)
- vers 730-740- Palazzo Reale (Pavie), agrandissement de Liutprand (chapelle palatine)
- vers 740- Complexe épiscopal du patriarche Callixto (Cividale del Friuli)
- 749-756 - Église Saint-Marin (Pavie)
- vers 750- Temple lombard (Cividale del Friuli)
- 753 - Monastère Sainte-Julie avec l'église Saint-Sauveur (Brescia)
- 758 - Badia Leonense (Leno)
- 760 - Église Sainte-Sophie (Benevento)
- 760 - Monastère San Felice (Pavie)
- 760-770 - Mura di Benevento, agrandissement par Arigis II de Bénévent
- vers 774- Complexe monumental de Sainte-Sophie (Bénévent)
- Autres édifices remontant au VIIIe siècle, mais dont on ne connaît pas les dates exactes de construction :
  - Monastère de Torba (Castelseprio), cripta e ristrutturazione del Torrione
  - Basilique San Teodoro de Pavie
  - Basilique de Sainte-Marie de Culbuteria d'Alvignano
  - Église San Salvatore de Spolète

### IXesiècle
- vers 830-840- Église Santa Maria foris portas (Castelseprio)

## L'architecture lombarde en Langobardia Maior

### Pavie

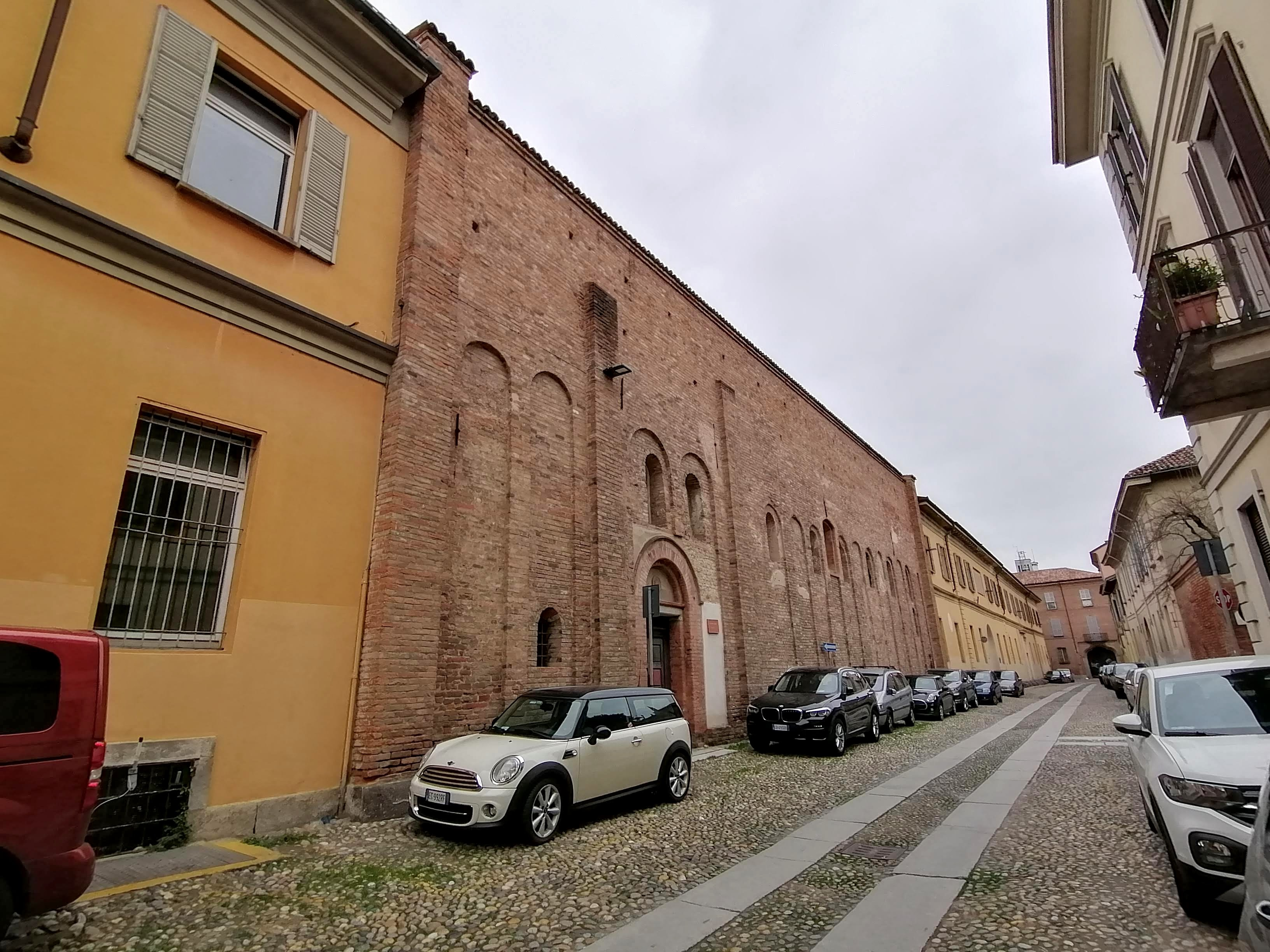
Monastère San Felice a Pavie

Le centre plus important de la culture lombarde fut Pavie, capitale du royaume de 625 à 774 ; cependant la plus grande partie des édifices qui y ont été construits entre le VIIe et le VIIIe siècle ont disparu ou ont subi des modifications radicales. Il nous reste cependant, outre les fragments architecturaux conservés au Musées civiques de Pavie, des reconstructions graphiques et quelques restes encore visibles.
Fondée en 677 et aujourd'hui détruite, l'église de Santa Maria in Pertica devait son nom à l'ancienne tradition lombarde, d'origine païenne, d'honorer avec des piquets fichés dans le sol (perticae) les guerriers tombés dans des batailles lointaines. Avec un plan circulaire, elle avait un déambulatoire qui formait un anneau, délimité par six colonnes. Le corps central, contrairement à autres basiliques de forme arrondie comme celles de Constantinople ou de Ravenne, était extrêmement élancé et il fut la source d'inspiration la plus immédiate pour des architectures qui suivirent, comme la Chapelle Palatine d'Aix-la-Chapelle ou l'église de Santa Sofia de Bénévent. Un exemple lombard du même type qui a survécu jusqu'à nos jours est le baptistère de San Giovanni in Fonte, dans la ville voisine de Lomello.
Le principal édifice religieux de Pavie à l'âge lombard était l'église Sant'Eusebio, déjà construite comme cathédrale arienne par Rothari (636-652) et par la suite point d'appui de la conversion des Lombards au catholicisme, commencée avec Théodelinde de Bavière et continuée, à Pavie justement, par le roi Aripert Ier (653-661) et l'évêque Anastase. Du VIIe siècle il reste aujourd'hui la crypte qui, bien que remaniée à l'époque romane, présente encore quelques chapiteaux, un témoignage rare de la sculpture lombarde qui montre un éloignement de l'art classique à travers des formes originales inspirées par l'orfèvrerie.
Peu nombreux sont les restes de l'époque lombarde dans la basilique San Pietro in Ciel d'Oro, dont la tradition attribue la construction à Liutprand pour abriter la dépouille de saint Augustin : elle a été entièrement reconstruite à la fin du XIIe siècle tandis que le Palais Royal, le principal édifice civil de l'architecture lombarde de Pavie, a été détruit au XIe siècle. Entièrement perdues sont les architectures lombardes de l'église de San Giovanni Domnarum, construite à l'initiative de la reine Gondeberge vers 635, et la Basilique Santissimo Salvatore, fondée en 657 par le roi lombard Aripert I comme mausolée des rois de la dynastie bavaroise, ils y ont été enterrés Aripert I, Perctarit, Cunipert, Liutpert et Aripert II.

### Monza
La ville de Monza a souvent été utilisée comme capitale d'été du royaume, en particulier sous l'impulsion de Théodolinde, reine des Lombards de 589 à 626. La souveraine y fit construire un palais royal et y ajouta une chapelle palatine dédiée à saint Jean-Baptiste (595 environ). Bientôt la chapelle fut agrandie et transformée en basilique, toujours dédiée au personnage de l’évangile et, sans doute, était déjà consacrée dès 603, si bien que l'abbé Secundus de Trente put y baptiser le fils de Théodolinde et d'Agilulf, l'héritier du trône Adaloald. Le palais et la basilique furent entièrement démolis entre le XIIIe et le XIVe siècle pour faire place à la construction de la cathédrale de Monza ; des bâtiments lombards il n'est resté que peu de choses, dont une tour incluse dans l'abside de la cathédrale actuelle. Des sources écrites attestent que la basilique avait trois nefs et était précédée d'un atrium quadriportique.

### Castelseprio

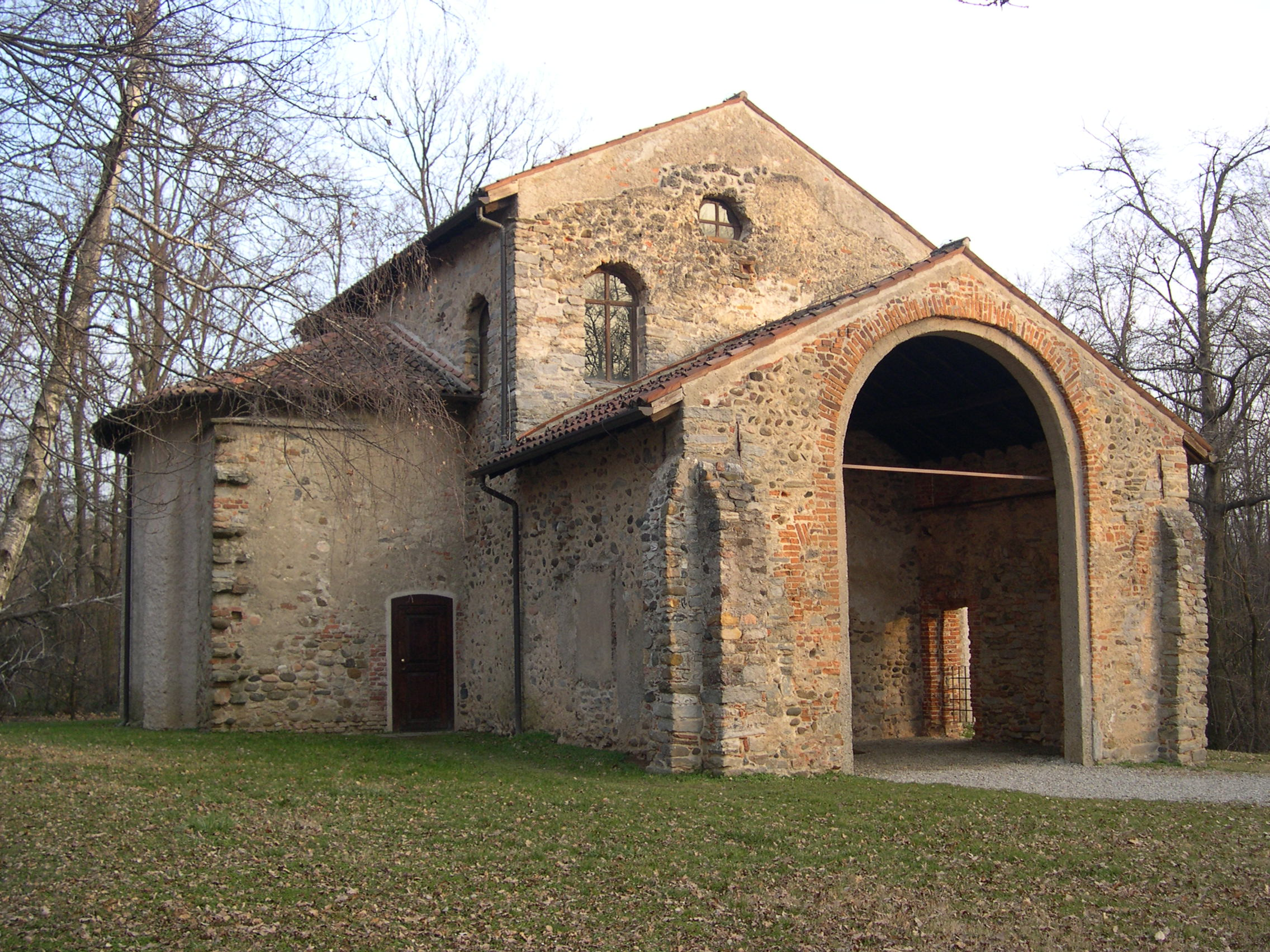
Église Santa Maria foris portas de Castelseprio.

Démoli aussi, entre 1490 et 1492, le complexe sacré de San Giovanni de Turin ; actuellement le principal témoignage architectural lombard de Neustria en dehors de Pavie est l'aire archéologique de Castelseprio (Varese), ancienne citadelle lombarde abandonnée. Après la destruction, opérée par les Visconti à la fin du XIIIe siècle, de la forteresse de la colline lombarde, exemple de rapport direct avec l'architecture militaire romaine du castrum, il ne reste que quelques traces archéologiques, qui toutefois permettent d'identifier un tissu d'habitations qui atteste de la réutilisation par les Lombards de la citadelle romaine préexistante et d'une imposante ceinture de murailles.
C'est au VIIIe siècle que remonte la fondation, près du mur d'enceinte, du monastère de Torba ; de la construction d'origine, l'église de Santa Maria, reconstruite durant le bas Moyen Âge, garde encore des traces bien visibles d'un clocher à plan quadrangulaire, une crypte à ambulatoire et de petits restes de fresques. Encore intact cependant est le donjon qui était déjà le point culminant de l'enceinte murale ;  construit avec des matériaux récupérés provenant du castrum romain, il remonte peut-être à l'époque du royaume ostrogoth et, vers la fin de l'époque lombarde, il fut annexé au monastère, qui en occupa le premier et le deuxième étages comme chambre funéraire et comme oratoire [3]. C'est à cette phase que remontent les fresques, en partie conservées, qui nous montrent l'abbesse Aliperga ainsi qu'un Jésus au milieu des saints et des apôtres, avec une iconographie qui fait penser par certains aspects à celle du Tempietto di Cividale.
Le principal complexe religieux de Castelseprio était la basilique Saint-Jean-l'Évangéliste avec le baptistère octogonal qui y avait été annexé ; restaurés par les Lombards au VIIe siècle ils sont aujourd'hui en ruines ; encore intacte en revanche est l'église de Santa Maria foris portas, remontant à l'extrême fin de l'âge lombard (mais il est possible que la construction soit de peu postérieure et date des premières années de la domination carolingienne) ; elle abrite un des cycles picturaux les plus élaborés du Haut Moyen Âge.

### Bergame

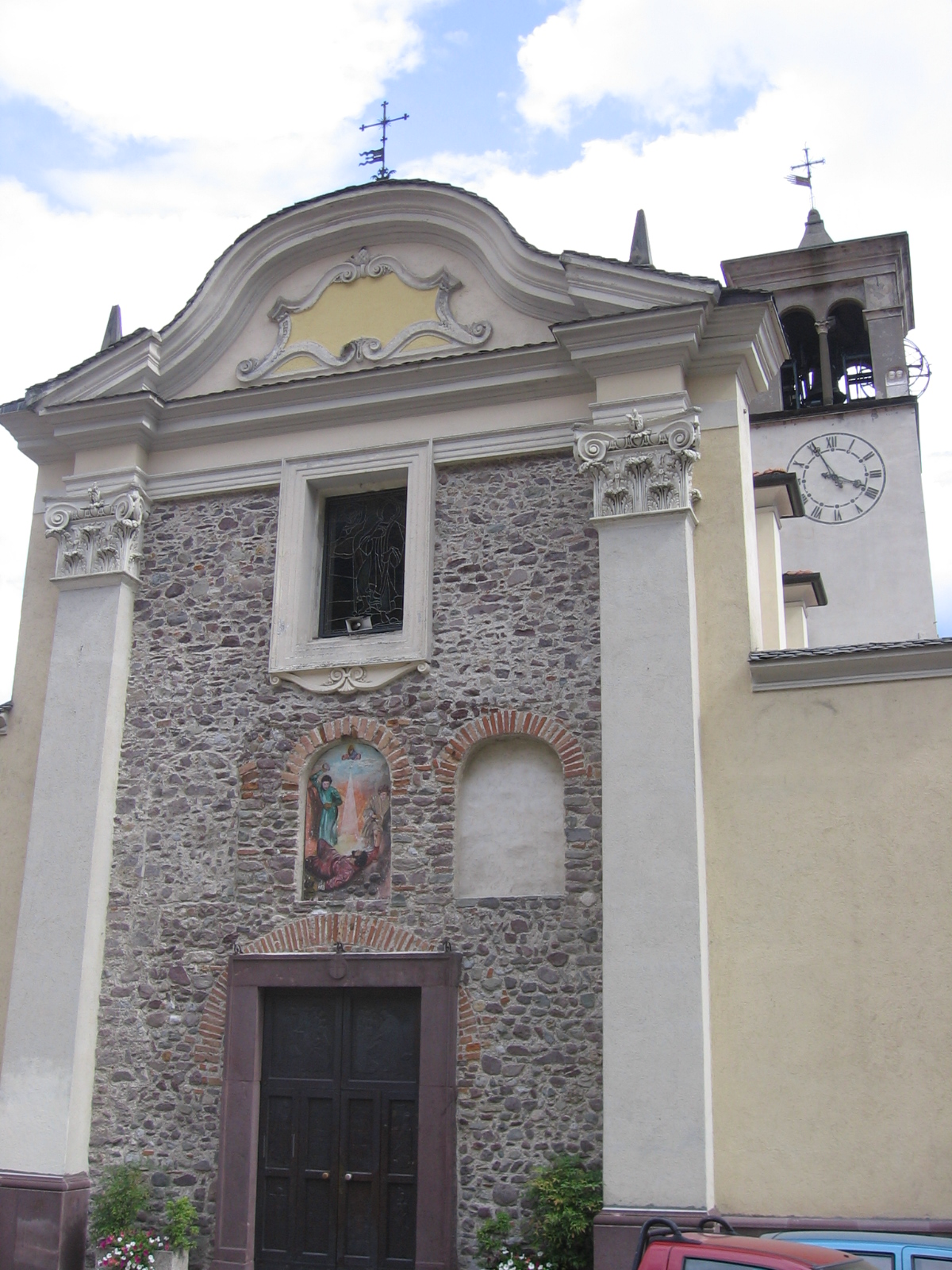
Église Saint-Étienne-le-Premier-Martyr (Rogno)

Près de Bergame, capitale d'un des duchés lombards les plus importants d'Austria, se sont conservés quelques vestiges d'anciens bâtiments religieux lombards, largement remaniés au cours des époques suivantes.
À Fara Gera d'Adda, la basilique Autarena, fondée par Autari (584-590), avait à l'origine une structure basilicale à trois nefs avec des murs construits en briques ; du bâtiment d'origine il ne reste plus que l'abside centrale, polygonale, marquée à l'extérieur par des bandes lombardes plates reliées par des arcs en plein cintre. Parmi les bandes lombardes centrales de l'abside centrale, étaient insérés de délicats monophores.
À Rogno, dans le Val Camonica, l'église Saint-Étienne-le-Premier-Martyr a conservé sa façade lombarde datant du VIIe siècle et incorporée dans les remaniements qui ont suivi. Les traces qui en ont survécu permettent de distinguer un portail en plein cintre, ouvert en brique dans la façade en pierre, surmonté de trois fenêtres (dont l'une a été murée par la suite), elles aussi avec un arc en plein cintre et en brique, disposées flanc à flanc et de mêmes dimensions.

### Brescia

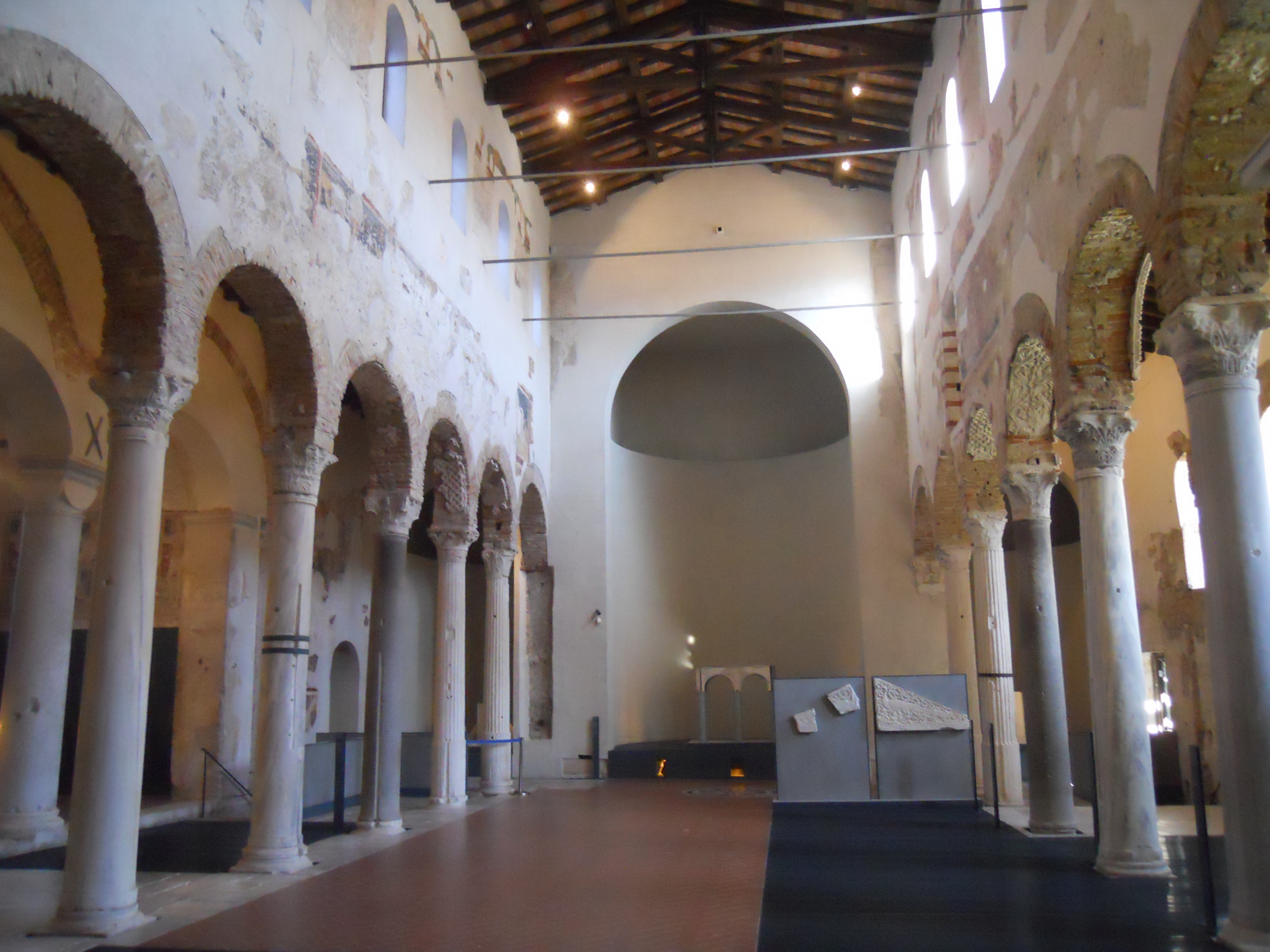
Église du Saint-Sauveur (Brescia). Il reste quelques stucs originaux, dont l'église a été entièrement décorée, sur les intrados des arcades et d'autres qui sont exposés dans l'église.

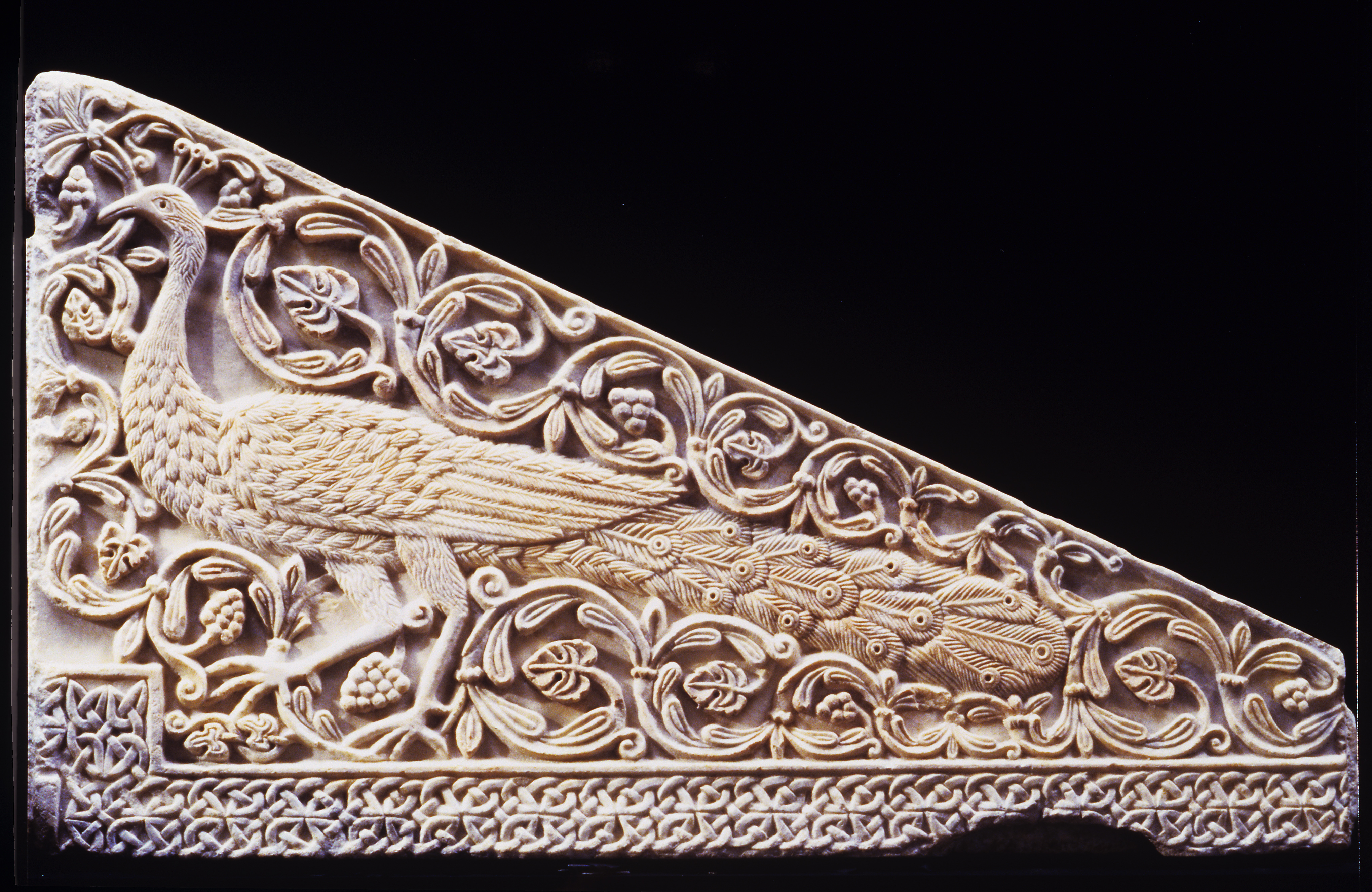
Un fragment de la décoration en stuc du VIIIe siècle de l'église Saint-Sauveur de Brescia, représentant un paon avec des rinceaux et des entrelacs. Ces motifs récurrents dans l'art préroman sont issus de l'art antique romain et paléochrétien.

Parmi les monuments lombards de Brescia, on remarque pour sa valeur architecturale exceptionnelle le couvent de Santa Giulia, qui englobe l'église du Saint-Sauveur. Le monastère fut fondé en 753 par le roi Didier (encore duc de Brescia à l'époque) et par sa femme Ansa, qui plaça à la tête du complexe monastique sa fille Anselperga comme première abbesse ; au cours des siècles suivants, il fut profondément remanié et enrichi, en sorte qu'au style lombard caractéristique se sont ajoutés de nombreux autres types d'architecture, sans parler des fresques de Paolo da Caylina. Du noyau original on a conservé la structure à trois nefs scandées de colonnes et de chapiteaux datant en partie de l'âge classique et réutilisés dans le nouvel édifice, en partie de facture byzantine, en partie création originale et locale. L'église, avec un transept avec trois absides, a été entièrement décorée de stuc et de fresques, en sorte qu'elle constitue avec le petit Tempietto de Cividale un des appareils ornementaux les plus riches et les mieux conservés du haut Moyen Âge. En grande partie perdue la décoration de la crypte, à trois absides elle aussi, a conservé partiellement son équipement liturgique en marbre.
Un autre monument architectural lombard de Brescia est l'abbaye de Leno (Badia Leonense), un monastère bénédictin ancien fondé en 758 par Didier près de Leno afin de diffuser la règle bénédictine dans la région de la Plaine du Pô. Aujourd'hui, de cette antique abbaye, il ne reste que divers objets monastiques retrouvés au cours des fouilles.

### Cividale

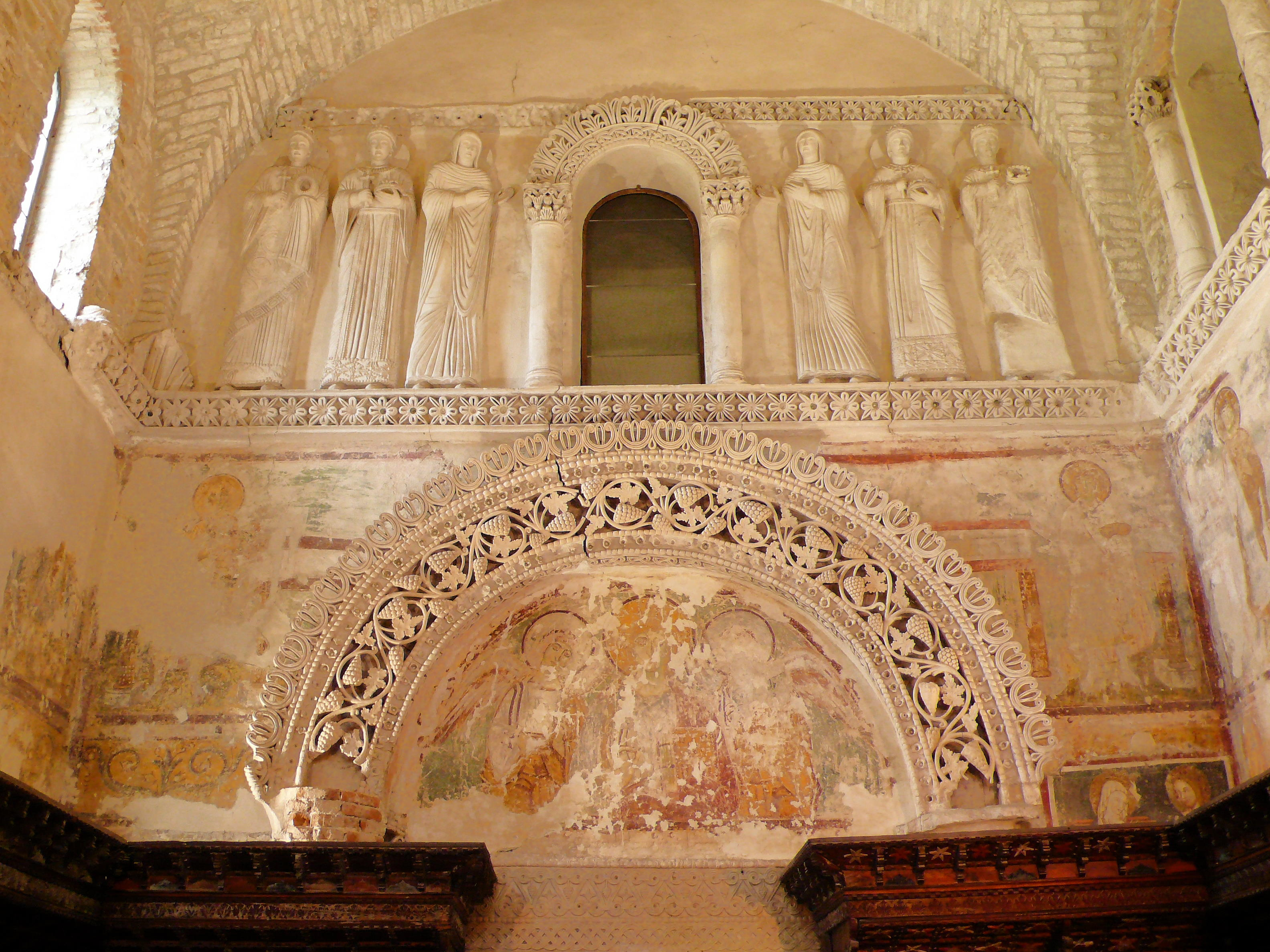
Tempietto longobardo de Cividale, avec sa décoration de stucs en partie conservée.

Le Temple lombard est le monument plus célèbre et le mieux conservé de l'architecture lombarde, il se trouve à Cividale, la capitale de l'important duché du Frioul. Témoignage de cette Renaissance qu'a connue l'époque de Liutprand, il a été construit au milieu du VIIIe siècle, probablement à l'initiative d'Astolf (duc de Frioul de 744 à 749 et roi des Lombards de 749 à 756) pour servir de chapelle palatine, à l'endroit où siégeait autrefois le gastald. Lorsque le lieu fut transformé en monastère, le Tempietto fut rebaptisé « Oratorio di Santa Maria in Valle ». Il se compose d'une vaste salle à base carrée, avec un presbytère sous un portique de trois travées voûtées. Le côté occidental était l'ancien mur à l'entrée et il reste d'importants vestiges d'une extraordinaire décoration avec stucs et fresques ; dans la frise au niveau supérieur, librement superposées aux éléments architecturaux de l'édifice comme les fenêtres, on remarque huit figures de saints en relief, en stuc et exceptionnellement bien conservés. L'abside était autrefois ornée de mosaïques, mais aujourd'hui il ne reste plus trace de cette décoration [3]. Le Tempietto est particulièrement important, car il marque la coexistence de motifs purement lombards (dans les frises, par exemple) avec une reprise des modèles classiques, ce qui crée une sorte de continuum aulique ininterrompu entre l'art classique, l'art lombard et l'art carolingien (dans les chantiers où travaillèrent souvent des ouvriers lombards, comme à Brescia) et l'art ottonien.
Presque entièrement perdu, toujours à Cividale, est le complexe épiscopal remontant au patriarche Callixte, qui en 737 avait transféré le siège épiscopal d'Aquilée à Cividale ; il se composait d'un ensemble de bâtiments qui comprenaient la basilique, le baptistère Saint-Jean-Baptiste et le palais du patriarche. Les fouilles archéologiques n'ont fourni que quelques traces des œuvres architecturales, mais elles ont permis de récupérer quelques-uns des plus beaux objets de la sculpture lombarde, comme les fonts baptismaux du patriarche Callixte et l'autel du duc Ratchis.

## L'architecture lombarde en Langobardia Minor

### Bénévent

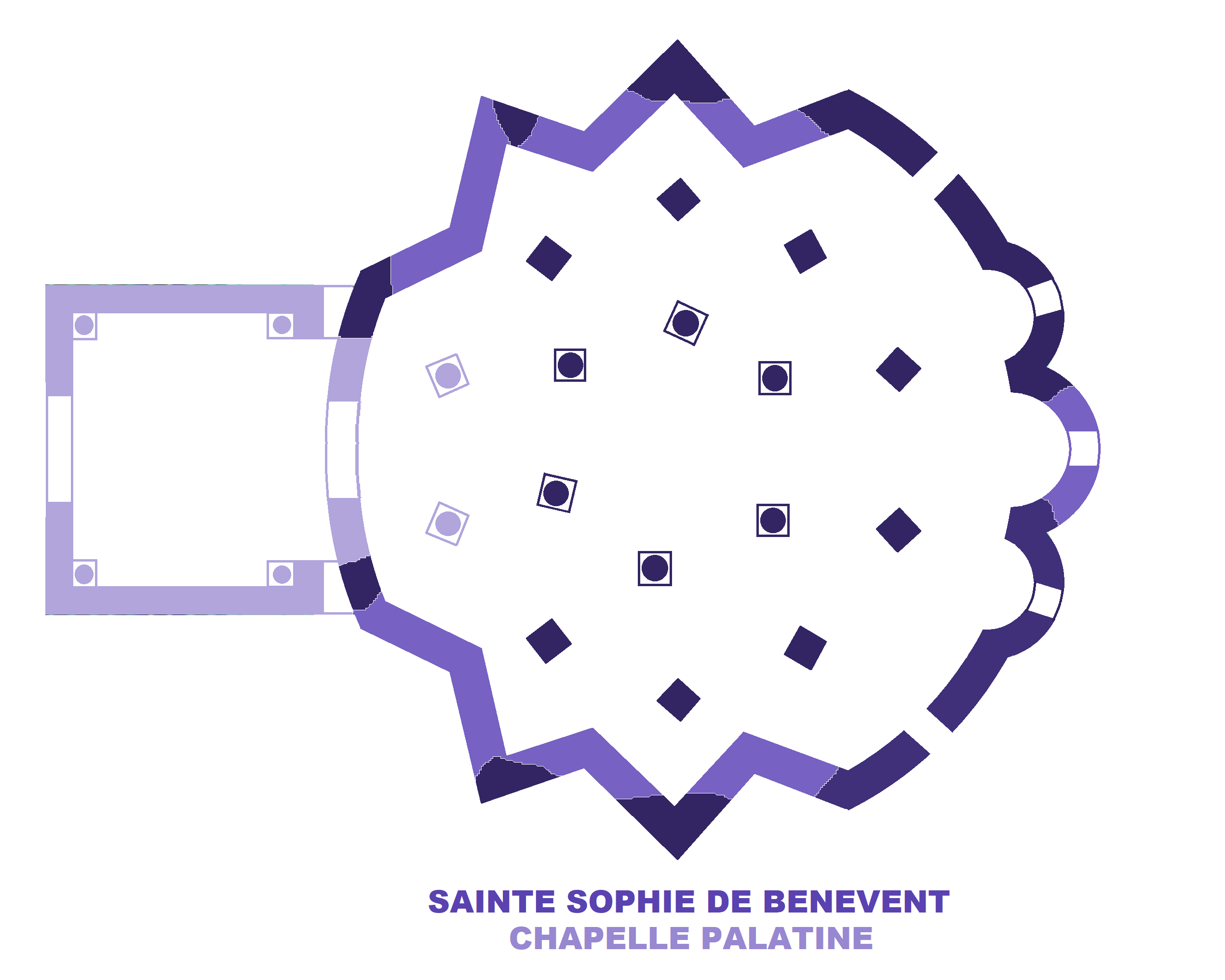
plan de l'église Sainte-Sophie de Bénévent.

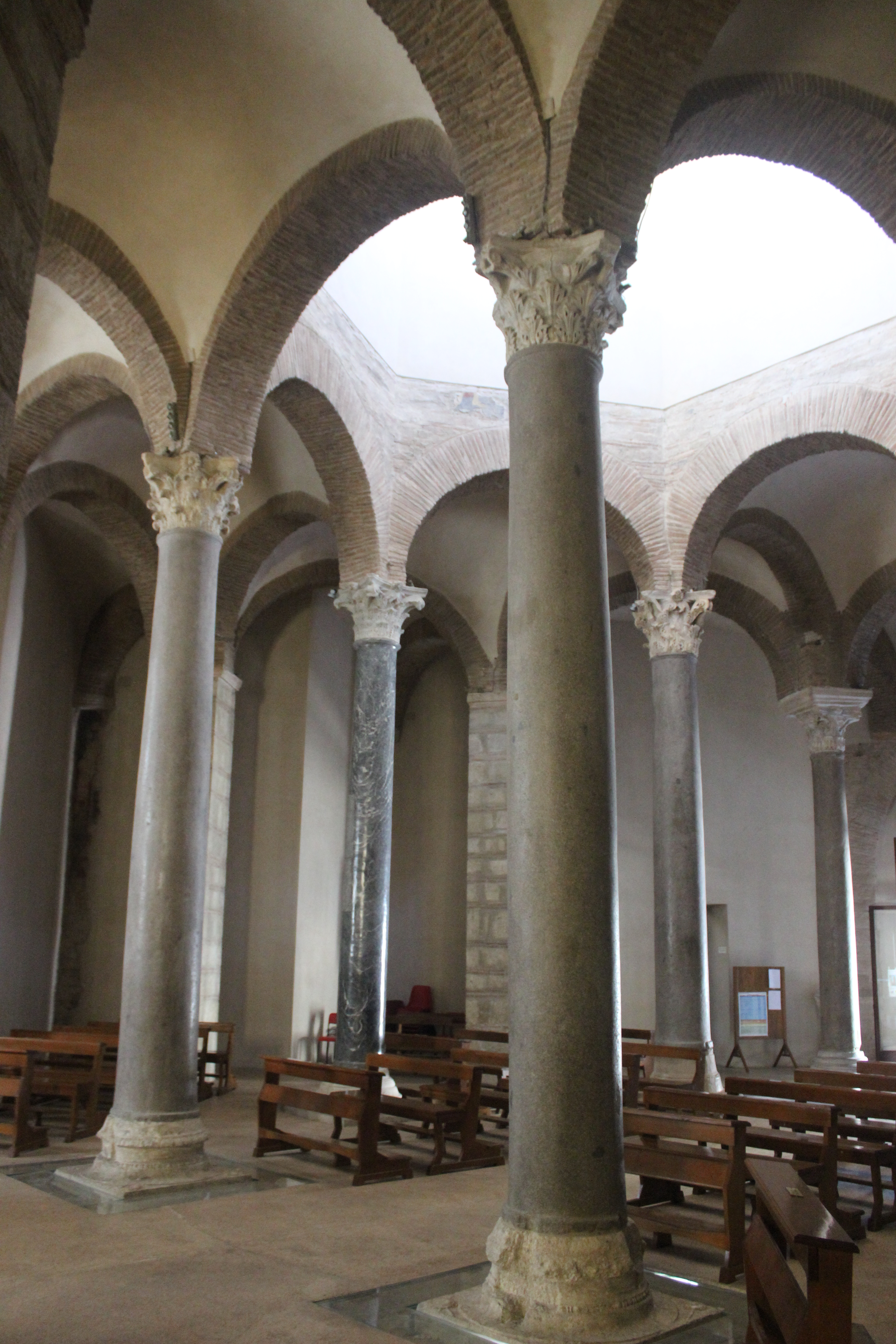
Intérieur de l'église Sainte-Sophie de Bénévent.

Principal centre politique et culturel de la Langobardia Minor, Bénévent, capitale du duché du même nom (principauté à partir de 774), conserve quelques-uns des vestiges architecturaux les mieux conservés, grâce à l'autonomie gardée par les princes lombards jusqu'au XIe siècle. Fondée en 760 par Arechi II, l'église Sainte-Sophie est toujours fidèle au plan original ; la construction d'un tel édifice religieux, dont l'effet monumental était puissant, faisait partie de sa politique de prestige, qui s'est développée également à travers le mécénat architectural. Caractérisée par un plan central et une structure originale, avec des niches stellaires, elle possède trois absides et des restes très importants de fresques sur ses murs. Les références artistiques sont nombreuses : d'une part le corps central élancé renvoie à la tradition propre des Lombards à Pavie, qui s'était déjà affirmée dans l'église de Santa Maria in Pertica, d'autre part, l'articulation des volumes est la marque des rapports dialectiques avec l'architecture byzantine. Les aspirations monumentales d'Arechi se sont traduites par une structure complexe, scandée de colonnes et de piliers disposés pour former un hexagone central et un décagone concentrique. Les bases et les chapiteaux des colonnes sont des exemples de réutilisation du matériel de l'âge classique, choisie avec soin. Annexé à Santa Sofia, il existait un couvent de femmes, complètement restructuré à l'époque romane ; de l'ancien édifice lombard on ne conserve que quelques traces dans le cloître.

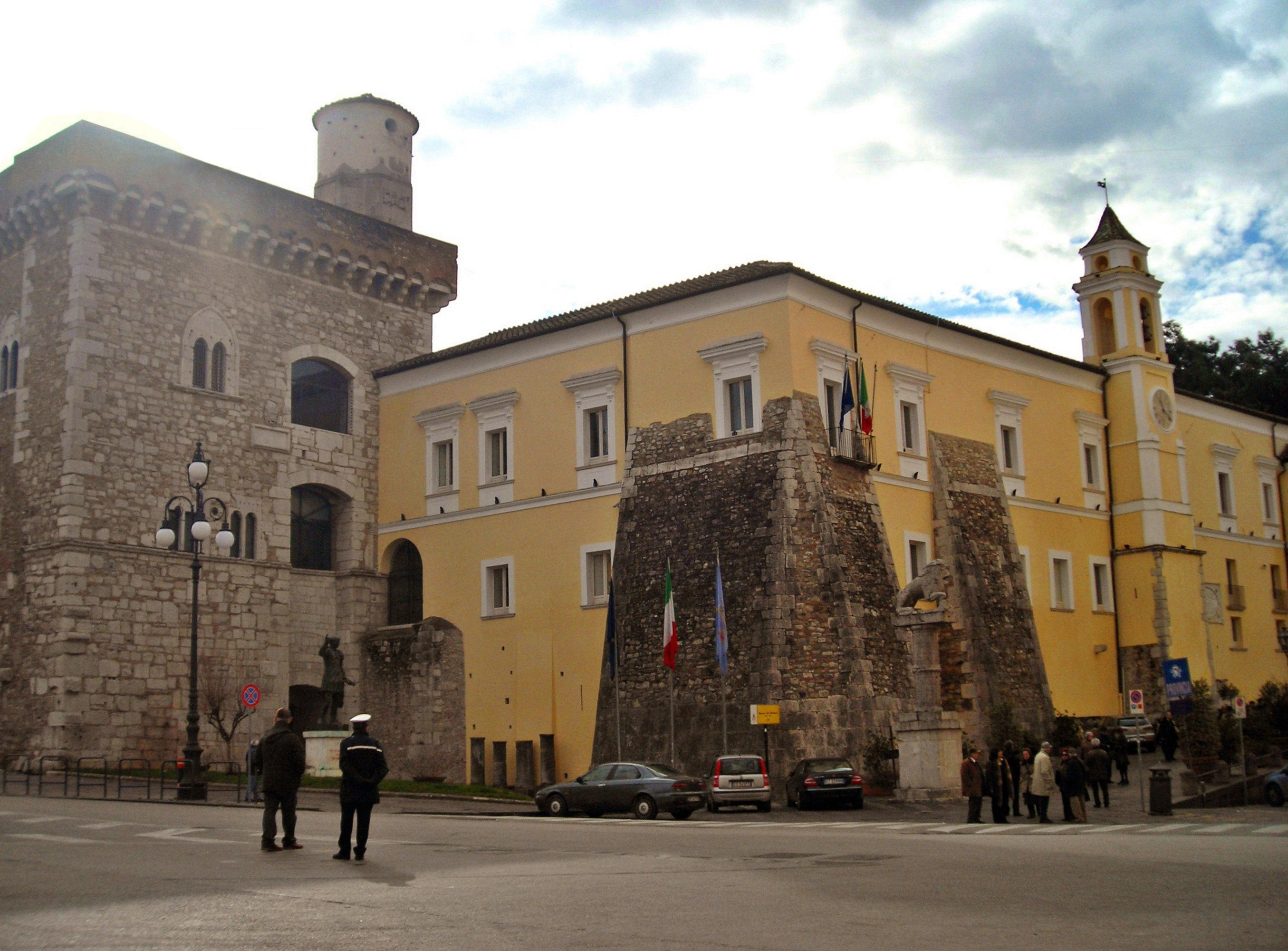
La Rocca dei Rettori vue du nord. À gauche le Torrione, seul édifice subsistant de la construction lombarde d'origine

Benevento a conservé une grande partie de sa muraille et la Rocca dei Rettori, seuls vestiges de l'architecture militaire lombarde. La muraille, élevée entre le VIe et le VIIe siècle et agrandie au VIIIe par Arechi II, s'appuie sur un soubassement en blocs de pierre calcaire et de tuf, tandis que sa partie supérieure est un appareillage irrégulier de galets de rivière liés par du mortier, avec insertion de façon irrégulière de briques et de pierres équarries provenant de la démolition de bâtiments plus anciens. À la ceinture de muraille appartiennent aussi des parties qui subsistent des murs romains, avec certaines portes (comme la Port'Arsa, ouverte sur la Via Appia Antica) ; en état de ruines sont les tours que la muraille comportait à intervalles, parmi lesquelles la Tour de la Chaîne. La Rocca dei Rettori était le point fort le plus élevé de la citadelle de Bénévent ; de l'époque lombarde, il reste le donjon angulaire, tandis que le reste du château est le résultat de réfections ultérieures. Haut de 28 mètres, le donjon possède un plan polygonal et dans ses murs on reconnaît diverses pierres provenant d'édifices de l'époque romaine. Vers l'extérieur s'ouvrent des fenêtres ogivales à doubles meneaux, tandis que sur la terrasse s'élèvent deux tourelles.

### Les petits centres urbains du duché de Bénévent

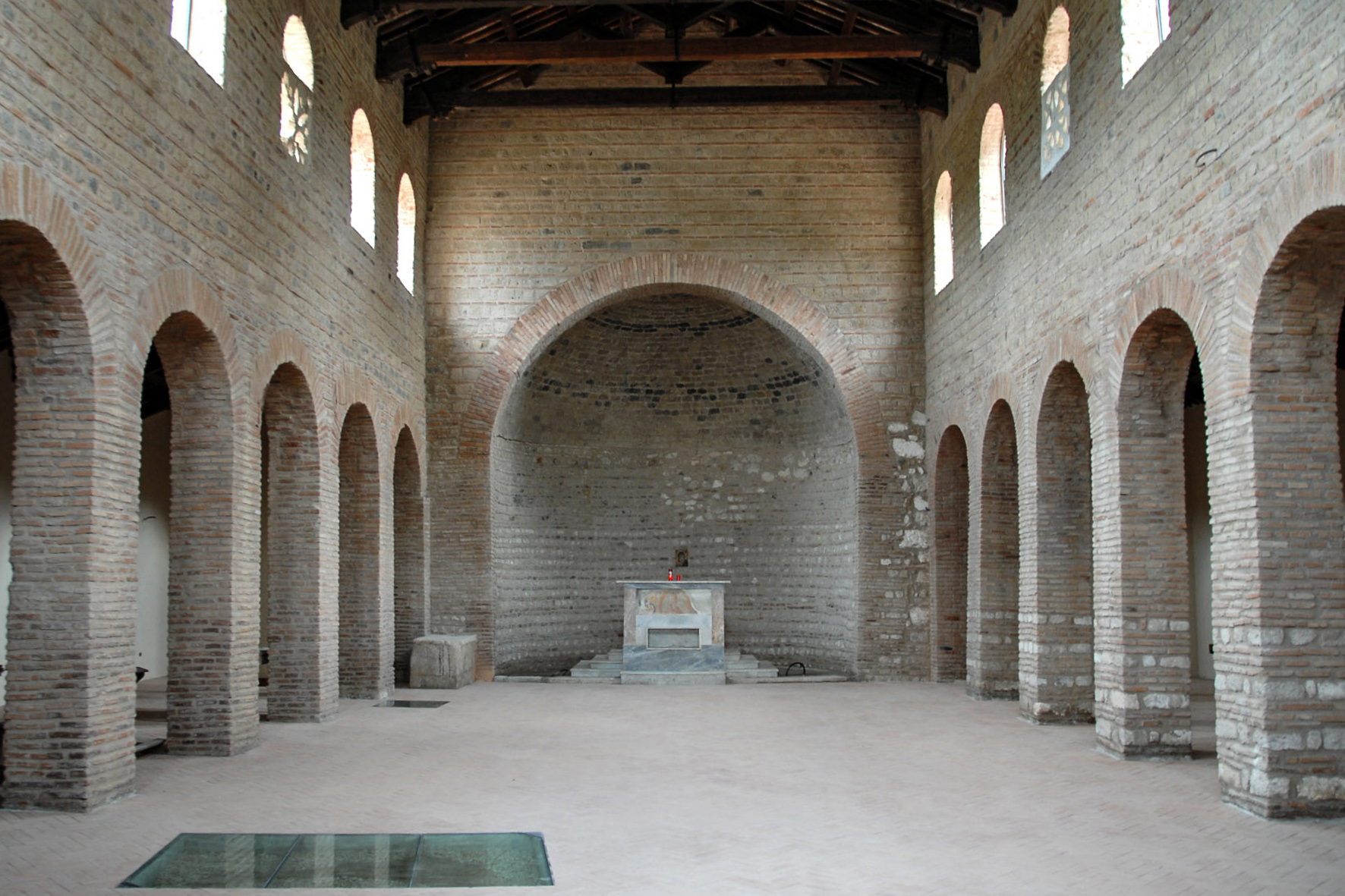
Basilique Santa Maria di Cubulteria (Alvignano)

Près de Bénévent, à Alvignano, la basilique Santa Maria di Cubulteria est un exemple de la synthèse entre les styles lombard et byzantin : construite entre le VIIIe et le IXe siècle sur les restes d'un temple romain, elle présente trois nefs scandées de piliers en briques surmontés par des arcs en plein cintre. L'intérieur, extrêmement linéaire, est fermé par une abside aveugle semi-circulaire, tandis qu'à l'extérieur la façade à pignons se caractérise par un protiro et des portails ainsi que des fenêtres à meneaux, à arc brisé, le tout toujours en briques.
Sur le territoire du duché de Bénévent se dressait encore le sanctuaire Saint-Michel-Archange, fondé avant l'arrivée des Lombards, mais adopté par ces derniers comme sanctuaire national après qu'ils eurent conquis le Gargano au VIIe siècle. Après leur conversion au catholicisme, les guerriers germains accordèrent une dévotion particulière à l'archange Michel, auquel ils attribuaient les vertus guerrières qu'ils adoraient auparavant dans le dieu germanique Odin, qu'en raison de leurs mythes originaux ils considéraient comme particulièrement proche des Lombards.

### Spolète

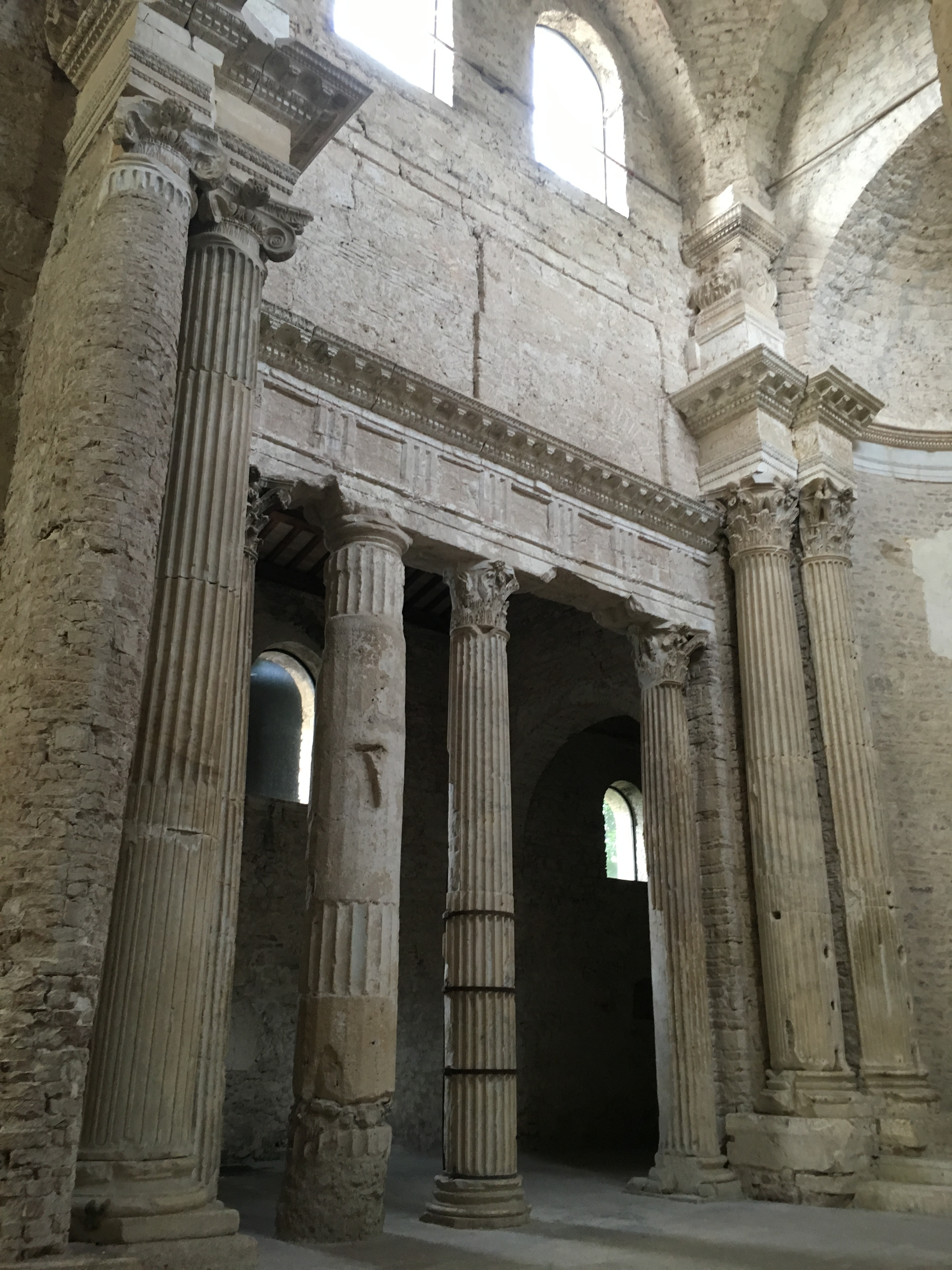
Église San Salvatore de Spolète.

À Spolète, siège de l'autre duché important de la Langobardia Minor, l'inspiration monumentale des ducs lombards se manifesta dans la réfection de l'église San Salvatore, déjà basilique chrétienne aux IVe et Ve siècles et largement rénovée au huitième. À trois nefs, elle possède un chœur tripartite, couvert d'une voûte à base octogonale ; l'intérieur a perdu sa décoration originale, faite de stucs et de peintures, tout en conservant son riche entablement avec une frise dorique posée sur les colonnes d'ordres mélangés mais disposés symétriquement: et ioniques, doriques et corinthiennes. De la façade d'origine du VIIIe siècle, scandée de bandes lombardes et divisée en deux ordres d'une corniche, le riche décor s'est perdu, à l'exception des corniches des fenêtres et des trois portails sculptés avec des motifs classiques.
Près de Spolète, se dresse le temple de Campello sul Clitunno. Dans ce cas, contrairement à d'autres œuvres architecturales lombardes, les ornements sculptés sont des originaux et non une réutilisation d'éléments de l'époque romaine, et pourtant leur facture s'inscrit parfaitement dans la ligne de la sculpture romaine, si bien qu'Andrea Palladio lui-même croyait que le Tempietto était une œuvre originale de l'époque impériale. Il s'agit d'un oratoire corinthien en forme de temple antique orné de deux portails latéraux ; sur trois côtés court un linteau avec une invocation à Dieu, en caractères lapidaires romains, très rare exemple de l'épigraphie monumentale pendant le haut Moyen Âge.

### Sources primaires
- « Origo gentis Langobardorum », in Georg Waitz (sous la direction de) Monumenta Germaniae Historica, Hanovre, 1878. Scriptores rerum Langobardicarum et Italicarum saec. VI–IX, 1–6.
- Paul Diacre, « Historia Langobardorum », in Georg Waitz (sous la direction de) Monumenta Germaniae Historica, Hanovre, 1878. Scriptores rerum Langobardicarum et Italicarum saec. VI–IX, 12–219.
- Pierre de Truchis, « L'architecture lombarde, ses origines, son extension dans le centre et le midi de l'Europe », dans Congrès archéologique de France. 76e session. 1909. Avignon, t. 2 Procès-verbaux et mémoires, Paris, Société française d'archéologie, 1910 (lire en ligne), p. 204-242

### Littérature critique et historiographique
- Piero Adorno, « L'Alto Medioevo » in L'arte italiana, Florence, D'Anna, 1992. Vol. 1, tome II, p. 558–579.
- Pierluigi De Vecchi; Elda Cerchiari, « I Longobardi in Italia » in L'arte nel tempo, Milan, Bompiani, 1991. Vol. 1, tome II, p. 305–317.  (ISBN 88-450-4219-7)
- Almerico Meomartini, I monumenti e le opere d'arte della città di Benevento, Bénévent, De Martini, 1979.
- Lorenzo Moris; Alessandro Pellegrini, Sulle tracce del romanico in provincia di Bergamo, Bergame, Province de Bergame, 2003.
- Marcello Rotili, Benevento romana e longobarda. L'immagine urbana, Napoli, La Stampa di Ercolano, 1986.
- Sergio Rovagnati, I Longobardi, Milan, Xenia, 2003.  (ISBN 88-7273-484-3)
- Giovanni Battista Semeria, Storia della Chiesa Metropolitana di Torino, Turin, 1840.
- Pier Giuseppe Sironi, Castelseprio. Storia e monumenti, Tradate, Colombo, 1997.

### Actes et catalogues
- Gian Pietro Brogiolo; Alexandra Chavarria Arnau (sous la direction de) I Longobardi. Dalla caduta dell'Impero all'alba dell'Italia, Cinisello Balsamo, Silvana, 2007.
- Paolo Verzone, « Architettura longobarda a Spoleto e a Pavia » in Atti del IV Congresso internazionale di studi sull'Alto Medioevo, Pavie, 10-14 septembre 1967.